# Melody Maker
Melody Maker, publicado no Reino Unido, foi (até seu fecho) o mais antigo jornal sobre música já existente.
Fundado em 1926, era focado somente em músicos, logo passando a tratar sobre jazz. Nos anos 50, começou aos poucos a cobrir o mundo do rock, aumentando sua circulação até ameaçar a liderança do New Musical Express (NME). As vendas continuaram a subir, e no começo dos anos 70 chegou à marca de 250,000 cópias por semana.
A publicação continuou a tratar apenas de rock e música indie, sacrificando a cobertura de outros temas como a dance music, e incluía críticas de equipamentos musicais e fitas-demo enviadas pelos leitores, duas coisas que a diferenciavam do NME. As vendas começaram a decair, e no final dos anos 90 a MM foi relançada no formato revista.
Deixou de ser publicada em 2000, mesclando-se oficialmente com a NME (publicada pela mesma empresa, a IPC Media), que herdou alguns de seus jornalistas e seções.